# Pestsäule Trumau

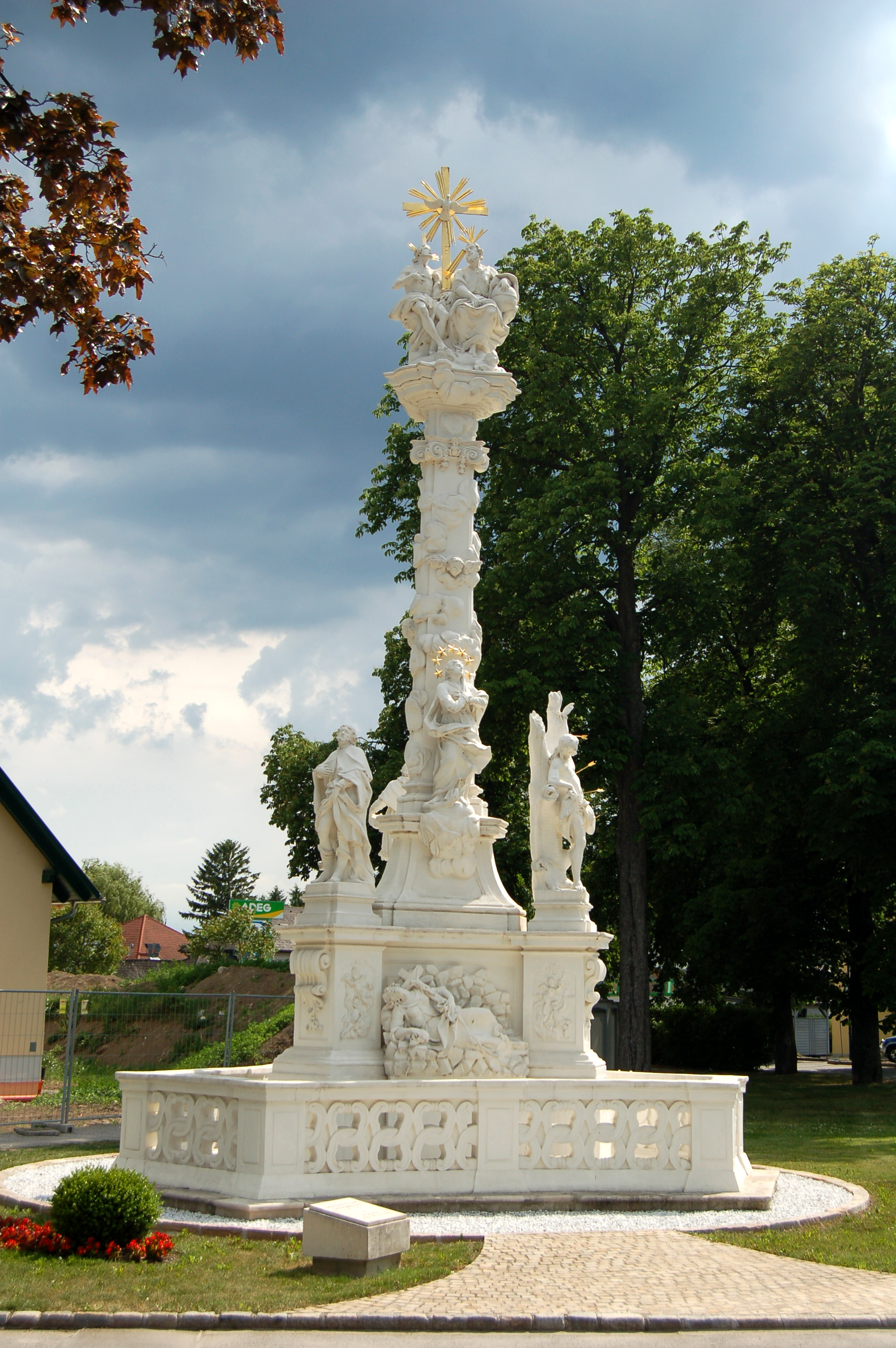
Pestsäule in Trumau

Die Pestsäule Trumau steht in der Kirchengasse vor dem katholischen Pfarramt in der Marktgemeinde Trumau im Bezirk Baden in Niederösterreich. Die Pestsäule steht unter Denkmalschutz (Listeneintrag).

## Geschichte
Zur Errichtung der Pestsäule nennt der Steinmetzmeister Wolfgang Ecker als Restaurateur die Jahre 1720 bis 1730, während der Dehio entsprechend der Widmungsinschrift 1755 nennt.
Der Standort der Pestsäule war am Hauptplatz bei der Ecke Moosbrunner Straße/Leopold-Figl-Straße neben dem Glockenturm. Sie wurde im Zuge der Restaurierung 2007 in die Kirchengasse vor das katholische Pfarramt beim Gemeindeamt versetzt.

## Beschreibung
Die Pestsäule ist von einer Steinbalustrade umgeben. Die dreiseitige Säule als Wolkenobelisk mit einem kräftigen Gesims ist mit einer Dreifaltigkeitsgruppe bekrönt. Am Sockel gibt es das Relief der liegenden hl. Rosalia mit den Attributen Kreuz und Totenkopf und Inschrifttafeln zwischen gedrungenen quadratischen Pfeilern, darüber an der Säule die Statue hl. Maria Immaculata (Sternenkranz, Schlange zu ihren Füßen, Widmungsinschrift). Auf den Sockeln stehen die Statuen der hll. Karl Borromäus, Rochus und Sebastian.
Die Inschriften lauten:
D O M
Creatori Redemptori Sanctificatori
Immaculatae Virgini Mariae
Sanctisque Patronis Inclytis Sacrum
„– Gott dem Besten und Größten –
Dem Schöpfer, dem Erlöser, dem Heiligmacher [= dem Vater, dem Sohn und dem Heiligen Geist],
der unbefleckten Jungfrau Maria
und den erhabenen Schutzheiligen geweiht.“
Piae Gratitudinis Persolvendae Causa
Ob Conservatam Aeris Salubritatem
Columnam Hanc
Communitas Trumoviensis Posuit
Anno Reparatae Salutis MDCCLV
„Zur Einlösung frommer Danksagung
für die Erhaltung der Gesundheit der Luft
hat diese Säule
die Gemeinde Trumau aufgestellt
im Jahr des wiederhergestellten Heils 1755.“